# 第一波女性主義

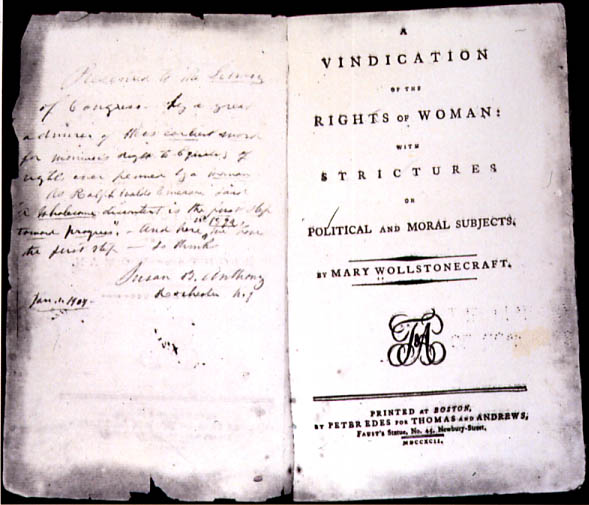
《女权辩护：关于政治和道德问题的批评》的扉页（1792年，波士顿）。在这部著作中，玛丽·沃斯通克拉夫特为女性要求更多的权利。

第一波女性主義是19世紀及20世紀初整個西方世界的女性主義活動和思想的時期，著重於法定議題，主要關注於爭取女性投票權。這個詞彙常被用來指稱源自第一波時期、由自由派婦女權利運動所主張的女性主義，其組織如國際婦女聯盟及其附屬機構。這個女性主義運動，至今仍主要從法律層面追求平等。
「第一波女性主義」一詞本身是由記者瑪莎·利爾於1968年3月在《紐約時報雜誌》中發表的文章〈第二波女性主義：這些女性想要什麼？〉中提出的。 第一波女性主義以爭取女性政治權力為主要訴求，相較於非正式的事實上的不平等。第一波女性主義普遍主張形式平等，而後來各波則多主張實質平等(Substantive_equality)。 浪潮隱喻已經被廣泛接受，包括學界，但也有人批評這種分類方式，認為會片面地展現女性解放歷程，忽略實際行動的脈絡，並讓僅有特定可見人物成為焦點。 「第一波」這個詞以及更廣義的浪潮模型，在提及非西方背景的女性運動時也受到質疑，因為這一時期及術語發展完全建基於西方女性主義，無法精確套用於非西方世界的事件。但參與性別平權政治運動的女性多以西方女性主義者要求法律權益的主張為藍本。這與西方第一波女性主義運動相關，並在19世紀末至1930年代之間，結合反殖民民族運動持續發展。
女性主義运动的出现标志着第一次女性主義浪潮的开始，而女性获得選舉權则是它结束的标志。不过，由于第一次女性主义浪潮并不是在每个国家同时进行的，所以不存在一个明确的起止时间。虽然说女性主義运动的诞生是它开始的标志，但这并不意味着十九世纪以前没有人关心女性的生存状态。从中世纪起，一些杰出的女性，像是克里斯蒂娜·德·皮桑已经开始探讨丑化女性这一话题，但是，一直到十九世纪下半叶，女性主义运动才真正地诞生。在美国，通常把1848年伊麗莎白·凱迪·斯坦頓推動的塞内卡福尔斯会议当作是女性主义的起点；在英国，却并没有一个标志性的事件给出它开始的时间。从十八世纪末开始，逐渐出现了一些著作把女性在社会中的地位这一问题推向了历史的前台。在法国，第二帝國初期有限的言论自由使得女性主义随着安德烈·莱奥而出现。而在德国和欧洲其他国家，1848年革命给女性带来了更多对自由的向往。

## 全球術語
在美國第一波女性主義運動期間開始的包容性問題，並在隨後的女性主義浪潮中持續存在，這是學術層面上討論的主題。一些學者認為西方女性主義的浪潮模型令人困擾，因為它將漫長的行動歷史濃縮成不同的類別，這些類別描述了不同世代的活動家，而不是承認一個複雜、互聯且交錯的女性權利歷史。這被認為削弱了許多人的奮鬥和成就，並加劇了不同邊緣化女性主義群體之間的分裂和衝突。 現代西方和全球女性主義討論中持續存在的爭論點始於第一波女性主義的標誌性不平等。美國的女性主義者如bell hooks批評西方在全球女性主義討論中被定位為權威，因為這重複了殖民討論、知識擁有和以性別為平等基礎的層級。 去殖民女性主義的概念是對西方女性主義所持的政治和知識權力地位的回應。通過承認世界上存在多種女性主義，回應了自西方第一波女性主義以來持續存在的狹隘範疇和對交錯身份缺乏考慮。多種女性主義和行動形式的存在是由於第一波女性主義受到殖民主義和帝國主義歷史的影響。

## 起源
擴展女性權利的運動早在20世紀之前就已經開始。在她的著作《第二性》中，西蒙·德·波娃寫道，第一位「持筆為其性別辯護」的女性是15世紀的克里斯蒂娜·德·皮桑。 其他在15至17世紀活躍的「前女性主義者」包括阿格里帕·馮·內特斯海姆、莫德拉塔·豐特、安妮‧布拉德斯特裏特和弗朗索瓦·普蘭·德·拉·巴爾 (François Poullain de la Barre)。 古代文學和神話，如歐里庇得斯的美狄亞，已經與女性主義運動密切相關，並被解讀為女性主義的象徵。古代文學在女性主義理論和學術研究中扮演著重要的角色。 歐蘭普·德古菊被認為是最早的女性主義者之一。她於1791年出版了一本名為《婦女和女性公民權利宣言》的小冊子，作為對《人權與公民權宣言》的回應。

### 吳爾史東克拉芙特
瑪麗·吳爾史東克拉芙特創作的時代受到了盧梭和啟蒙時代哲學的影響。啟蒙時代的奠基者定義了一個以男性平等為基礎的理想民主社會，而女性常常受到歧視。女性被排除在討論之外的現象，被吳爾史東克拉芙特和她的同時代人所關注。吳爾史東克拉芙特以盧梭的思想作為其著作基礎。雖然乍看之下似乎矛盾，吳爾史東克拉芙特的想法其實是要擴展盧梭的民主社會，但以性別平等為基礎。瑪麗·吳爾史東克拉芙特大膽主張女性應融入公共生活；更具體地說，強調女性教育的重要性。她採用了「自由女性主義」一詞，致力於突破傳統性別角色的藩籬。
吳爾史東克拉芙特發表了最早的女性主義論著之一，《為女權辯護》（1792年），她在該書中主張兩性在社會和道德上的平等，也延續了她1790年發表的小冊子《為人權辯護》(A Vindication of the Rights of Men) 的理念。她後來未完成的小說《瑪麗亞：女人之罪》，因討論女性的性渴望，使她受到許多批評。她英年早逝，她的鰥夫、哲學家威廉·戈德溫很快撰寫了她的回憶錄 (Memoirs of the Author of A Vindication of the Rights of Woman)，卻與他本意相反，讓她的聲譽毀於數代人之間。
吳爾史東克拉芙特被認為是英國女性主義運動的「先驅母親」，她的思想影響了爭取女性投票權的婦女參政運動者。

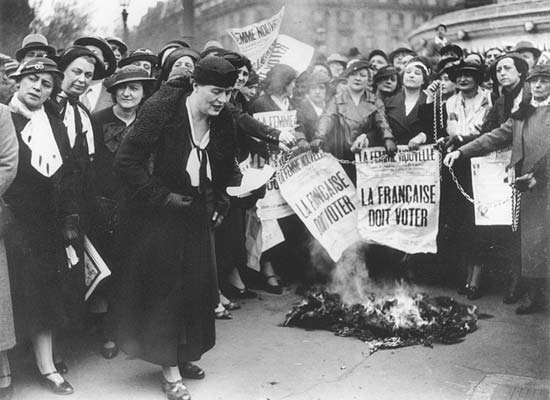
路易絲·魏斯與其他巴黎女性參政權運動者於1935年。報紙標題翻譯為「法國女性必須投票」。

## 教育
在女性參政權運動期間，瑞士年輕女性的教育非常重要。教育社會中的年輕女性，讓她們了解自我認同和上學的重要性，對公眾來說非常重要，對女性認識自身潛能也很關鍵。瑞士的參政權運動認為，讓年輕女性知道她們的人生不僅僅只有生兒育女很重要，這也是1960和1970年代參政權運動期間普遍的想法和行動。根據大衛·威利茲勳爵在2015年的評估，他發現並指出，2013年英國大學部學生中有54%是女性，46%是男性，而1960年代英國全日制學生中只有25%是女性。女性受教育人數增加並參與教育體系，可以追溯到女性參政權運動，這些運動旨在鼓勵女性就讀學校，追求高等教育。 這項權利與政治議題最終在給予1971年政治選舉投票權之後到來。在1960年代的英國，女性在高等教育體系中通常是少數，甚至很罕見。

## 國家

### 阿根廷
在十九世紀末和二十世紀初，阿根廷的女性組織並鞏固了西方世界中最複雜的女性主義運動之一。她們與勞工運動密切相關，包括社會主義者、無政府主義者、自由主義者、解放主義者、教育主義者和天主教徒。1910年5月，她們共同組織了第一次國際女性主義大會。著名的歐洲、拉丁美洲和北美的工人、知識分子、思想家和專業人士，如瑪麗·居禮、艾米莉亞·帕爾多·巴桑、艾倫·凱伊、瑪麗亞·蒙特梭利等，提出並討論了她們的研究工作和關於性別、政治和公民權利、離婚、經濟、教育、健康和文化的主題。

### 澳洲
1882年，羅絲·史考特，一位女性權利活動家，開始在她位於雪梨的家中舉辦每週一次的沙龍聚會，這所房子是她已故母親留給她的。透過這些聚會，她在政治家、法官、慈善家、作家和詩人中間廣為人知。1889年，她協助創立了女子文學協會，該協會後來在1891年發展成為女性參政聯盟。史考特接待的主要政治人物包括伯恩哈德·懷斯、威廉·霍爾曼、威廉·莫里斯·休斯和托馬斯·巴文，他們在此會面並討論起草最終成為1899年《早期關閉法案》的法案。

### 加拿大
加拿大的第一波女性主義在19世紀末至20世紀初變得顯著。女性運動的興起始於有意識地提高意識，然後轉變為學習小組，最終通過組建委員會採取行動。運動的前提圍繞著教育問題。教育被視為高優先事項的特定原因是因為它可以針對年輕一代並改變他們基於性別的觀點。 1865年，安大略省一所公立學校的督學埃格頓·賴爾森是第一批指出女性被排除在教育系統之外的人之一。隨著越來越多的女性在這些年中上學，她們的畢業率超過了男性。1880年在不列顛哥倫比亞省，51%的高中畢業生是女性。這些百分比一直持續增加直到1950年。 第一波女性主義運動的其他原因包括女性參政權、勞工和健康權利；因此，女性主義者將他們的運動重點放在獲得法律和政治平等上。 加拿大在國際婦女理事會中採取行動，並有一個名為加拿大國家婦女理事會的特定部門，其主席為亞伯丁夫人。女性開始超越園藝和音樂俱樂部等團體，投入到促進更好教育和參政權的改革中。這背後的理念是，女性如果聯合起來創造一個統一的聲音，將會更有力量。

### 中國
在1880年代和1890年代，關心中國發展為現代國家的男性和女性中國改革知識分子在公共辯論中提出了女性主義議題和性別平等；女子學校成立，女性主義媒體出現，並且成立了天足會，推動廢除纏足。
在中華民國 (1912–1949)期間，女性生活發生了許多變化。1912年，婦女參政同盟會成立，作為許多地方婦女組織的聯合組織，致力於在廢除君主制後的新共和國憲法中納入婦女的平等權利和選舉權，雖然努力未成功，但這標誌著女性主義活動的重要時期。
在國家學校系統納入女學生並在1920年接受女性學生進入北京大學後，一代受過教育和專業的新女性出現，1931年的民法典賦予女性平等的繼承權，禁止強迫婚姻，並賦予女性控制自己財產和提出離婚的權利。
直到1928年中國在南京統一於國民政府之下，才有全國統一的婦女運動組織；婦女選舉權最終被納入1936年的新憲法中，儘管該憲法直到1947年才實施。

### 丹麥
第一個女性運動由Dansk Kvindesamfund（「丹麥女性協會」）領導，成立於1871年。萊恩·盧普勞是這個時期最著名的女性之一。塔吉亞·布蘭特也是這場運動的一部分，為了紀念她，設立了塔吉亞·布蘭特旅行獎學金。丹麥女性協會作為女性領導團體的努力，促成了1915年丹麥憲法的修訂，賦予女性投票權，並在1920年代制定了平等機會法，這些措施影響了現今的立法，賦予女性接受教育、工作、婚姻權利及其他義務的機會。

### 芬蘭
在19世紀中期，明娜·康特首次在公共辯論中提出女性主義議題，如女性教育和性別雙重標準。 芬蘭女性運動於1884年成立芬蘭女性協會，這是芬蘭第一個女性主義組織。 這代表了第一波女性主義。芬蘭女性協會於1892年分裂為女性聯盟和1907年的芬蘭女性聯盟，所有女性組織於1911年統一在女性組織中央聯盟的傘式組織下。
女性在1906年早期獲得基本平等權利，包括選舉權。引入女性選舉權後，女性運動主要透過政黨的女性分支進行。 1929年的新婚姻法Avioliittolaki最終確立了已婚女性的完全平等，之後女性在法律上與男性平等。

### 法國
女性權利的議題在啟蒙時代和法國大革命期間被討論。透過新的繼承權（Loi sur l'héritage des enfants）和離婚法（Loi autorisant le divorce en France）取得了一些成功。
在共和政府取代傳統天主教君主制的同時，一場將女性主義帶入討論的運動發生了。一些女性擔任領導角色，組成依財務穩定性、宗教和社會地位劃分的團體。其中一個團體，革命共和婦女協會，在國家政治舞台上引起了顯著的關注，並倡導革命政治中的性別平等。另一個團體是兩性愛國者友誼協會。這些團體透過舉辦會議、撰寫期刊和組織具有相同目標的機構來推動經濟機會的增加。
然而，1804年的拿破崙法典消除了革命期間取得的進展。女性權利在1870年的共產主義巴黎公社統治下得到支持，但公社的統治是暫時的。
1897年的報紙《La Fronde》是最具聲望的女性經營報紙。它作為日報維持了6年，涵蓋了如職業女性和倡導女性政治權利等具爭議的話題。
法國的第一波女性運動在1870年由瑪麗亞·德萊梅斯和利昂·里歇創立的婦女權利協會組織起來。 隨後是法國婦女權利聯盟（1882年），該聯盟提出女性選舉權問題，並成為與法國女性選舉權聯盟（1909-1945年）並行的主要選舉權社會。

### 德國
德國的第一波女性運動在1848年革命的影響下組織起來。它首次在德國的第一個女性組織全德女性協會（ADF）中組織起來，該組織由路易絲·奧托-彼得斯和奧古斯特·施密特於1865年在萊比錫創立。
中產階級的女性尋求改善她們在社會中的地位和前景。人文主義的願望將女性聯繫在一起，因為她們希望被認同並受到尊重為完整的個體。 她們被吸引到革命的社會主義政治鬥爭中，因為她們被承諾在之後獲得完全的平等。女性改善的議程包括獲得工作、教育、墮胎、避孕和尋求職業的權利。 德國女性主義的前提圍繞著政治公益，包括社會正義和家庭價值觀。 女性對社會施加的壓力導致了1918年的女性選舉權。這進一步促成了擴大女性權利的女性運動。
與美國相比，德國女性主義針對集體代表和女性自主，而美國女性主義則專注於普遍平等。

### 荷蘭

在荷蘭，Wilhelmina Drucker（1847–1925）透過她創立的政治和女性主義組織成功爭取女性投票權和平等權利。

儘管在啟蒙時代的荷蘭，男女平等的理念有所進展，但並未產生實際的制度措施或立法。在十九世紀下半葉，荷蘭出現了許多女性主義者的倡議。
Aletta Jacobs（1854–1929）於1871年成為荷蘭第一位申請並獲准進入大學學習的女性，成為第一位女性醫生和學者。她終生致力於女性參政權、平等權利、節育和國際和平的運動，並為國際婦女聯盟等組織在全球旅行。
Wilhelmina Drucker（1847–1925）是一位政治家、多產作家和和平活動家，透過她創立的政治和女性主義組織爭取投票權和平等權利。她在1917至1919年間實現了女性參政權的目標。
Cornelia Ramondt-Hirschmann（1871–1951），荷蘭婦女國際和平與自由聯盟（WILPF）主席。
Selma Meyer（1890–1941），荷蘭婦女國際和平與自由聯盟（WILPF）秘書。

### 紐西蘭

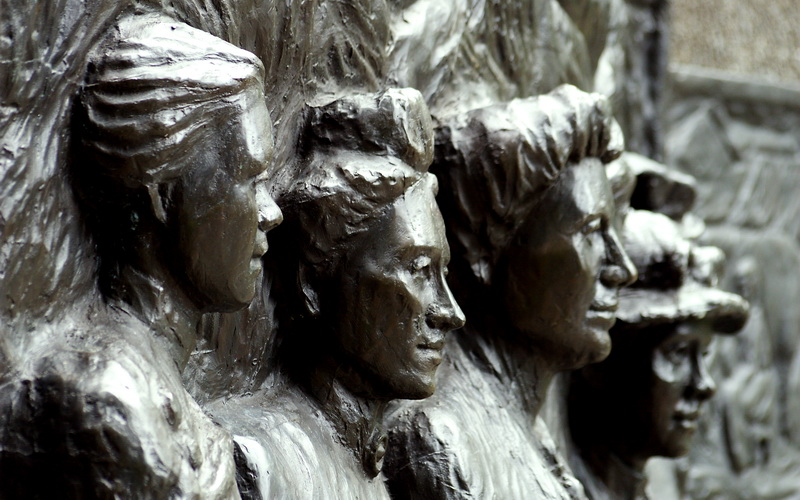
向女權運動者致敬紀念碑，位於紐西蘭基督城。從左到右的人物分別是艾美·達爾迪、凱特·謝帕德、艾達·威爾斯和哈莉特·莫里森。

早期的紐西蘭女性主義者和女權運動者包括莫德·彭伯·里夫斯（出生於澳洲，後來住在倫敦）、凱特·謝帕德和瑪麗·安·穆勒。1893年，伊麗莎白·耶茨成為奧尼杭加的市長，這是大英帝國中首次由女性擔任此職位。早期的大學畢業生有艾蜜莉·西德伯格（醫生，1895年畢業）和艾瑟爾·班傑明（律師，1897年畢業）。《女性法律從業者法》於1896年通過，班傑明於1897年被接納為紐西蘭最高法院的律師（參見紐西蘭女性參政權）。

### 挪威
挪威的第一波女性運動組織於1884年成立挪威女性權利協會。

### 俄羅斯
在帝俄時期，於1905年俄國革命之前，成立政治組織是非法的。因此，在此之前並沒有像西方那樣公開組織的女性權利運動。然而，19世紀期間實際上存在著女性運動。
19世紀中期，成立了幾個文學討論俱樂部，其中一個由安娜·菲洛索福娃、瑪麗亞·特魯布尼科娃和娜傑日達·斯塔索娃共同創立，討論西方女性主義文學，成為俄羅斯第一個事實上的女性權利組織。克里米亞戰爭暴露了俄羅斯比西歐落後，導致了一系列改革，其中包括教育改革和女子學校的建立。俄羅斯的精英女性通過她們的文學俱樂部和慈善社團事實上為女性權利改革發聲。她們的主要關注點是女性的教育和工作機會。安娜·菲洛索福娃、瑪麗亞·特魯布尼科娃和娜傑日達·斯塔索娃的女性俱樂部成功地爭取到女性可以參加大學課程，這些為女性開設的獨立課程變得如此受歡迎，以至於在1876年被永久設立。然而，1876年禁止女性學生獲得學位，所有女子大學被禁止，除了位於聖彼得堡的貝斯圖熱夫課程和莫斯科的格里耶課程。
1895年，安娜·菲洛索福娃成立了「俄羅斯女性慈善聯盟」，這在名義上是一個慈善社團以避免政治組織的禁令，但實際上是一個女性權利組織：安娜·菲洛索福娃於1899年當選為國際婦女理事會成員。由於俄羅斯禁止政治活動，她們唯一能做的就是提高對女性主義議題的認識。
在1905年俄國革命之後，俄羅斯允許成立政治組織，女性運動得以以Liga ravnopraviia zhenshchin的形式組織起來，並於同年開始了女性參政權運動。1917年的俄國革命正式使蘇聯法律上男女平等。

### 南韓
韓國的女性運動始於1890年代，隨著贊襄會的成立，隨後出現了許多其他團體，主要專注於女性教育以及廢除性別隔離和其他歧視性做法。
當韓國在1910年成為日本殖民地時，日本禁止了女性協會，許多女性轉而參加地下抵抗組織，如女性愛國同志會和大韓愛國婦人會。 
戰爭結束和1945年韓國分裂後，韓國的女性運動也分裂。在北韓，所有女性運動都被納入朝鮮民主女性同盟；在南韓，女性運動於1959年統一於韓國女性團體協議會，該組織於1973年成立了全國婦女修訂家庭法協會，以修訂1957年的歧視性家庭法，這一議題在20世紀餘下的時間裡仍然是主要焦點，直到1991年才有重大改革。

### 瑞典
18世紀時，Margareta Momma、Catharina Ahlgren、Anna Maria Rückerschöld和Hedvig Charlotta Nordenflycht等人在媒體和文學中討論女性主義議題和性別角色，但並未形成任何運動。第一位公開演講並支持女性主義的人是Sophie Sager，於1848年，而第一個處理女性議題的組織是由Josefina Deland於1855年創立的Svenska lärarinnors pensionsförening（退休女教師協會）。
1856年，弗雷德里卡·布雷默出版了著名的赫塔，引起了極大的爭議，並引發了所謂的赫塔辯論。兩個主要問題是廢除未婚女性的法律掩護，以及國家提供女性相當於大學的教育機構。這兩個問題都得到了回應：1858年，一項改革賦予未婚女性通過簡單程序申請法律成年權的權利，1861年，Högre lärarinneseminariet成立，作為“女性大學”。1859年，瑞典和北歐國家的第一本女性雜誌Tidskrift för hemmet由Sophie Adlersparre和Rosalie Olivecrona創立。這被認為是瑞典女性運動的起點。
有組織的女性運動始於1873年，當時已婚婦女財產權協會由Anna Hierta-Retzius和Ellen Anckarsvärd共同創立。該組織的主要任務是廢除法律掩護。1884年，弗雷德里卡·布雷默協會由Sophie Adlersparre創立，致力於改善女性權利。19世紀下半葉，出現了多個女性權利組織，並在積極組織和知識辯論中展現了相當的活動力。1880年代出現了所謂的Sedlighetsdebatten，在文學辯論中討論性別角色，涉及性別雙重標準與性別平等的對立。1902年，全國女性選舉權協會終於成立。
在1919年至1921年間，女性選舉權終於被引入。女性選舉權改革之後是1923年的Behörighetslagen，其中男性和女性在社會中的所有職業和職位上正式獲得平等的進入權，唯一的例外是軍事和神職人員職位。最後兩項限制於1958年被移除，當時女性被允許成為神職人員，並在1980年至1989年間的一系列改革中，所有軍事職業向女性開放。

### 瑞士
瑞士女性運動在1848年憲法引入後開始形成，該憲法明確排除女性權利和平等。然而，由於法語區和德語區的分裂，瑞士女性運動長期無法有效推動，限制其僅能進行地方活動。這種分裂對全國性的瑞士女性運動造成了長期障礙。然而，當瑪麗·戈格-普舒蘭於1868年創立世界上第一個國際女性運動組織國際婦女協會時，瑞士女性運動在國際女性運動中扮演了重要角色。
1885年，第一個全國性女性組織瑞士婦女協會由伊莉莎·霍內格創立。該組織很快分裂，但在1888年，第一個永久性的全國性女性組織瑞士公益婦女協會（SGF）終於成立，成為瑞士女性運動的傘形組織。從1893年起，一個地方性女性組織伯恩婦女委員會也作為聯邦政府與瑞士女性運動之間的橋樑。瑞士女性投票權的問題由瑞士婦女協會從1899年開始提出，並由1909年的瑞士女性投票權協會繼續推動，這兩個組織成為瑞士眾多投票權組織中的主要力量。
瑞士的投票權運動在社會中為平等奮鬥了數十年，直到1970年代初；這波女性主義運動也包括了賦予投票權。1971年10月31日，瑞士女性獲得了參加政治選舉的投票權。根據李·安·巴納薩克的說法，瑞士女性投票權運動缺乏成功的主要原因在於成員動員進入投票權組織的差異、投票權運動的財務資源、與其他政治行動者結成的聯盟，以及政治系統的特徵。因此，瑞士女性投票權運動的成功受到資源和政治結構的嚴重影響。「瑞士運動必須在一個由共識構建的系統中運作，反對黨從未發起選舉挑戰來促使執政黨採取行動。」這解釋了封閉的立法過程如何使投票權活動家更難參與或甚至追蹤女性投票權。瑞士投票權運動在爭取政治選舉投票權時也缺乏強有力的盟友。 1970年代對瑞士女性主義運動來說是一個轉折點，並且它們在爭取平等的過程中開始穩步取得更多進展，直至今日。

### 英國
早期的女性主義改革者是未組織化的，包括一些曾遭受不公正對待的知名人士。其中包括卡羅琳·諾頓，她因無法獲得離婚並被丈夫拒絕探視三個兒子而遭遇個人悲劇，這促使她積極展開運動，成功促成了《1839年嬰兒監護法》的通過以及幼年原則在兒童監護安排中的引入。 該法案首次賦予已婚女性對其子女的權利。然而，由於女性需要在大法官法院提出請願，實際上很少有女性有財力為自己的權利請願。
英國女性主義的第一個有組織的運動是1850年代的蘭厄姆廣場圈，其中包括芭芭拉·博迪肯（娘家姓李-史密斯）和貝西·雷納·帕克斯等人。 該團體為許多女性事業進行運動，包括改善女性在就業和教育方面的權利。它還通過其已婚婦女財產委員會推動女性的財產權。1854年，博迪肯發表了《英格蘭關於女性法律的簡要總結》， 該文件在1857年成立的社會科學促進協會中被用來推動《1882年已婚婦女財產法》的通過。 1858年，芭芭拉·博迪肯、瑪蒂爾達·海斯和貝西·雷納·帕克斯創辦了第一本英國女性主義期刊《英國女性雜誌》， 由貝西·帕克斯擔任主編。該雜誌持續出版至1864年，並於1866年由潔西·布歇雷特編輯的《英國女性評論》接替，該雜誌持續出版至1910年。潔西·布歇雷特和阿德萊德·安妮·普羅克特於1859年加入蘭厄姆廣場圈。該團體活躍至1866年。同樣在1859年，潔西·布歇雷特、芭芭拉·博迪肯和阿德萊德·普羅克特成立了促進女性就業協會，以促進女性的培訓和就業。 該協會是英國最早的女性組織之一，並繼續以註冊慈善機構「女性未來」運作。 海倫·布萊克本和布歇雷特於1891年成立了女性就業保護聯盟，以捍衛女性的工作權利免受限制性就業立法的影響。 她們還共同編輯了1896年的《工廠法與女性工作狀況》。20世紀初，女性的就業仍主要限於工廠勞動和家務工作。在第一次世界大戰期間，更多女性在家外找到工作。由於戰時女性在勞動力中的經驗，《1919年性別歧視（取消）法》開放了職業和公務部門給女性，婚姻不再是女性在家外工作的法律障礙。
1918年，瑪麗·斯托普斯出版了極具影響力的《婚姻中的愛》， 她在書中倡導婚姻中的性別平等以及女性性慾的重要性。（該書進口美國被禁為淫穢品，直到1931年。）
《1918年人民代表法案》將選舉權擴展至至少30歲且她們或其丈夫為財產持有者的女性，而《1918年國會（女性資格）法案》賦予女性在國會中任職的權利，儘管女性實際當選的速度很慢。1928年，《1928年人民代表（平等選舉權）法案》將選舉權擴展至所有21歲以上的女性，與男性平等。
許多女性主義作家和女性權利活動家認為，她們需要的不是與男性的平等，而是承認女性在工作、社會和家庭生活中實現自身潛力的需求。弗吉尼亞·伍爾芙根據女性作家和小說角色的觀點撰寫了她的文章《自己的房間》。伍爾芙表示，女性必須擁有金錢和自己的房間才能寫作。
應該承認，早期的英國女性主義運動與英國帝國計畫密切相關，並且是其重要的一環。當代作家如莫娜·凱爾德主張，女性應在“國家議會”中作為白人種族及其優越性的捍衛者而獲得代表權。 為了獲得作為女性的地位和價值，這些女性主義者將自己定位為“外國女性”的仁慈解放者。安托瓦內特·伯頓寫道，早期女性主義理論家並未顛覆維多利亞時代的性別假設，而是利用這些假設來證明女性參與公共領域的重要性，聲稱女性的道德屬性對社會進步至關重要。 伯頓提醒我們，女性通過訴諸將她們束縛在家庭中的道德假設，對男性同伴施加了真正的權力。認為這些女性未參與或未對海外的帝國壓迫做出貢獻是天真的，但以往對女性主義和女性主義運動的處理忽略了在道德秩序的上層結構中導航的權力關係的多樣性和靈活性。維多利亞時代社會中的性別和性別地位比維多利亞道德為自己想像的更為多樣和多元。

### 美國

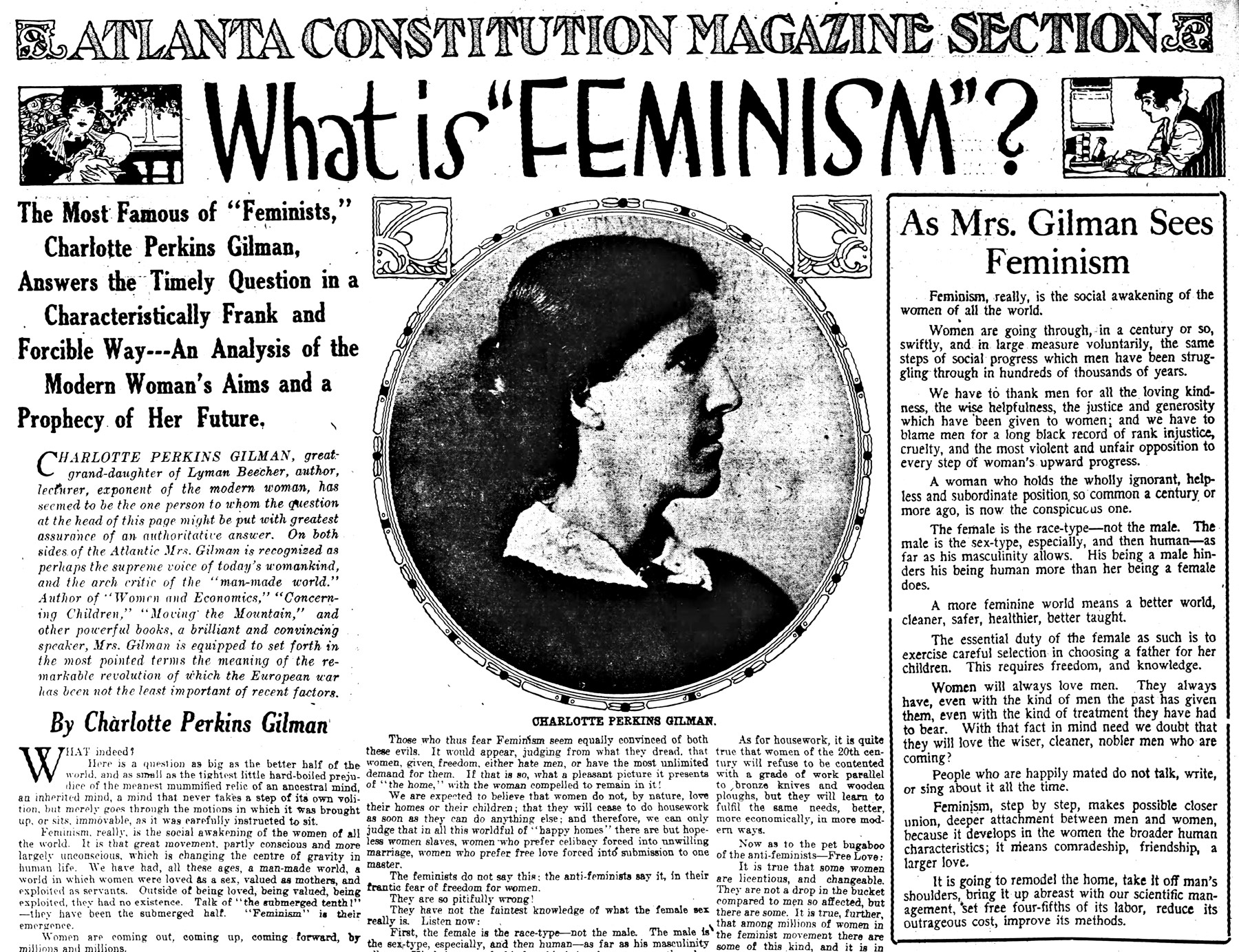
夏洛特·珀金斯·吉爾曼（如圖）為《亞特蘭大憲法報》撰寫了這些關於女性主義的文章，於1916年12月10日發表。

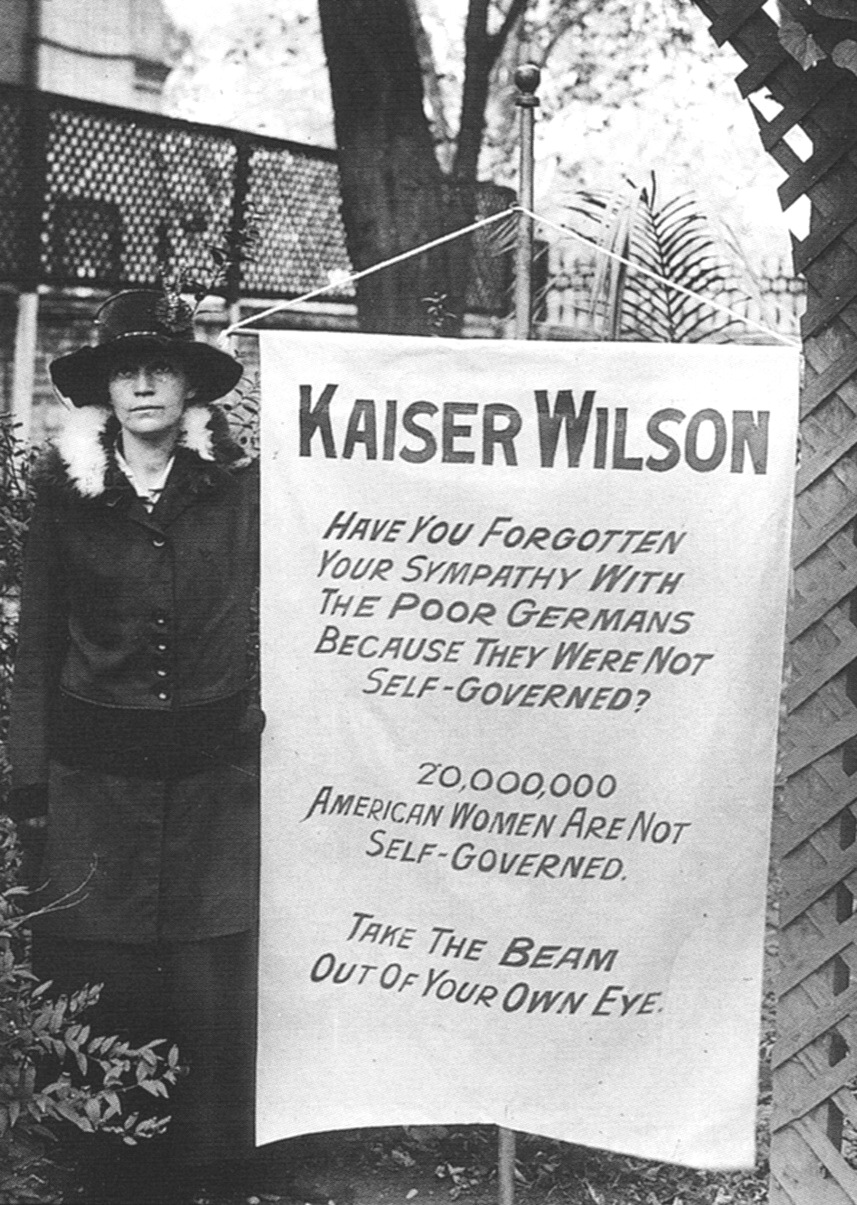
1918年，華盛頓特區的女權運動者與橫幅

美國第一波女性主義的開端傳統上以1848年的塞內卡瀑布會議為標誌；然而，這一事件的推動力來自於1848年前幾年女性在廢奴主義運動和美國禁酒運動中變得越來越活躍，並開始讓她們的聲音被聽到。這些早期的活動家包括索傑納·特魯斯、伊莉莎白·布萊克威爾、珍·亞當斯和桃樂絲·戴。 第一波女性主義主要由中產階級的白人女性領導，直到第二波女性主義時期，有色人種女性才開始發聲。 女性主義這個術語在那個時期被創造出來，作為一種政治上的意識形態。女性主義的出現是基於平等條件下對民主改革和修正的討論。
在19世紀初期之前，殖民地美國的白人女性在社會上被期望留在家庭中，她們的財產和政治權利受到婚姻的嚴格限制和控制。美國獨立戰爭前後的社會期望並不鼓勵女性積極參與政治或尋求正規教育。 女性也被期望將基督教價值觀傳遞並教導給她們的孩子。因此，南北戰爭後許多男性受到酒精影響，這不僅成為女性積極參與禁酒運動的道德動機，也成為她們控制財務和財產的一種方式。教會中的女性社群聚集並在家外為此事業集會。 對第一波女性主義影響最直接且深遠的運動是廢奴運動。黑人男女在禁酒運動期間及之前一直在為權利而奮鬥。白人女性開始認同自身與權利鬥爭的關聯，並參與廢除奴隸制。
朱迪思·薩金特·穆雷於1790年發表了早期且具影響力的文章《論性別平等》，將女性教育標準低劣視為女性問題的根源。 然而，英國同時代的凱瑟琳·麥考利和瑪麗·吳爾史東克拉芙特的個人生活醜聞，將女性主義作者推向1790年代至19世紀初的私人通信中。 約翰·尼爾在1820年代於《布萊克伍德雜誌》和《洋基》發表的女性主義文章，填補了穆雷與1848年塞內卡瀑布會議領導者之間的知識空白， 該會議通常被認為是第一波女性主義的開端。 作為一名男性作家，尼爾免受許多針對女性主義思想家的常見攻擊，他的倡導對將女性主義重新帶入美國主流至關重要。
瑪格麗特·富勒的《十九世紀的女性》被認為是美國第一部重要的女性主義作品，常被拿來與吳爾史東克拉芙特的《為女權辯護》相比較。 美國女性主義運動的著名領袖包括盧克麗霞·莫特、伊麗莎白·卡迪·斯坦頓、露西·斯通和蘇珊·B·安東尼；安東尼和其他活動家如維多利亞·伍德赫爾和馬蒂爾達·喬斯林·蓋奇曾在法律允許之前嘗試投票，因此許多人面臨指控。其他重要領袖還包括幾位為了讓自己的聲音被聽到而反對法律的女性（如莎拉和安吉莉娜·格林克），以及其他活動家如卡麗·查普曼·卡特、愛麗絲·保羅、索傑納·特魯斯、艾達·B·威爾斯、瑪格麗特·桑格和露西·伯恩斯。
第一波女性主義涉及廣泛的女性，其中一些屬於保守基督教團體（如弗朗西斯·威拉德和基督教婦女禁酒聯盟），另一些如馬蒂爾達·喬斯林·蓋奇屬於全國婦女選舉權協會（NWSA），其激進主義類似於許多第二波女性主義。這些組織的創立是19世紀初宗教運動第二次大覺醒的直接結果，該運動激勵了美國的女性改革者。
大多數第一波女性主義者比起激進或革命，更加溫和和保守——像美國女性選舉權協會（AWSA）的成員一樣，他們願意在政治體系內工作，並理解與有權力的同情男性合作以推動選舉權事業的重要性。NWSA的有限成員專注於獲得女性選舉權的聯邦修正案，而AWSA擁有十倍的成員，致力於在州層級獲得選舉權，作為聯邦選舉權的必要前提。NWSA有廣泛的目標，希望實現女性更平等的社會角色，但AWSA意識到這些目標的分裂性，選擇專注於選舉權。NWSA以更具攻擊性的公開策略（如示威和絕食抗議）而聞名，而AWSA則使用更傳統的策略，如遊說、演講、施加政治壓力和收集請願書簽名。
在第一波中，廢除奴隸制運動與女性權利運動之間有顯著的聯繫。弗雷德里克·道格拉斯積極參與這兩個運動，並認為兩者必須共同努力，才能在種族和性別方面實現真正的平等。 關於非裔美國女性參與女性選舉權運動的不同說法被提出。在1974年的一次訪談中，愛麗絲·保羅指出，與南方團體達成了一項妥協，讓白人女性先遊行，然後是男性，最後是非裔美國女性。 根據全國有色人種協進會（NAACP）的另一個說法，因為難以隔離女性，非裔美國女性與各自的州一起遊行，沒有受到阻礙。 其中包括艾達·B·威爾斯-巴奈特，她與伊利諾州代表團一起遊行。
第一波女性主義的結束通常與《美國憲法第十九修正案》（1920年）的通過相關，該修正案賦予女性投票權。這是該運動的重大勝利，還包括高等教育、職場和專業領域以及醫療保健的改革。女性開始在學校董事會和地方機構任職，且人數不斷增加。這一時期也有更多女性獲得高等教育的機會。1910年，「女性開始就讀許多知名醫學院，1915年，美國醫學會開始接納女性會員。」 《1923年婚姻訴訟法》賦予女性與男性相同的離婚理由權利。與第二波相比，第一波女性主義者很少關注墮胎、避孕和女性整體生育權的議題。安東尼雖然從未結婚，但她發表了關於婚姻的看法，認為女性應該被允許拒絕與丈夫發生性行為；當時的美國女性對於丈夫的強姦沒有法律救濟途徑。
在1920年代開始的大蕭條期間，失業率上升首先影響到女性，當男性也失去工作時，家庭面臨更大的壓力。許多女性在第二次世界大戰期間服役，約有30萬美國女性在海軍和陸軍中服務，擔任秘書、打字員和護士等職務。

#### 州法律
美國各州是獨立的主權，擁有自己的州憲法、州政府和州法院。所有州都有立法部門負責制定州法，行政部門根據法定授權頒布州法規，司法部門則應用、解釋並偶爾推翻州法和法規，以及地方條例。各州保留制定法律的全權，只要不被聯邦憲法、聯邦法規或聯邦參議院批准的國際條約所排除。通常，州最高法院是州機構和州法律的最終解釋者，除非其解釋本身涉及聯邦問題，此時可以通過調卷令請願上訴至美國最高法院。 自獨立以來，州法律在幾個世紀中顯著分歧，以至於美國不能被視為一個法律體系，而必須被視為50個獨立的侵權法、家庭法、財產法、契約法、刑法等系統。
Marylynn Salmon 認為每個州在處理與女性相關的各種法律問題時，尤其是在財產法方面，發展出不同的方法。 1809年，康乃狄克州成為第一個通過法律允許女性立遺囑的州。
1860年，紐約通過了修訂版的美國已婚婦女財產法，賦予女性對其子女的共同監護權，允許她們對子女的遺囑、工資有發言權，並賦予她們繼承財產的權利。 紐約和其他州經歷了進一步的進展和挫折，但每次新的勝利都能被女性主義者用作例子，對頑固的立法機構施加更多壓力。

#### 白人女性主義

##### 帝國主義
美國對於美國男性在菲律賓的道德墮落和誘惑的焦慮，激發了女性參與殖民政府政治的動機。1900年《華盛頓郵報》發表的一篇文章將菲律賓描述為一個相對寬鬆的道德觀念環境，使白人男性「失去對錯的概念」。據說白人男性「玷污了他們被任命的職位」，儘管他們離開家時「有著無可指責的記錄」，但卻因「新生活條件而墮落」。遠離社區施加的社會壓力，他們缺乏維持「社會紀律」所需的道德品格或原則的力量。
在這段歷史背景下，白人女性主義者宣稱她們優於白人男性和棕色女性。她們受到現代有色女性作家如瓦萊麗·阿莫斯和普拉蒂巴·帕爾馬的批評。

##### 不平等
在第一波的背景下，白人女性和黑人女性為平等權利進行了兩場不同的鬥爭。白人女性在社會中爭取與白人男性平等的權利。她們希望糾正教育、職業、財產、經濟和投票權的差異。她們也為避孕和墮胎自由而奮鬥。另一方面，黑人女性面臨種族主義和性別歧視，這使得黑人女性主義者的鬥爭更加艱難。當白人女性無法投票時，黑人女性和男性也無法投票。瑪麗·J·加勒特在紐奧良成立了一個由數百名黑人女性組成的團體，她表示黑人女性努力爭取教育和保護。確實，「接受高等教育的黑人女性被孤立、未被充分利用，且常感到士氣低落」，她們共同對抗這種情況。她們反對「白人男性的剝削」，並希望「過上有道德和勤勉的生活」。黑人女性也為她們的丈夫、家庭以及整體的平等和公民權利的自由而奮鬥。種族主義限制了白人和黑人女性共同為社會變革而奮鬥。
蘇珊·B·安東尼和伊麗莎白·卡迪·斯坦頓是廢奴主義者，但他們並不提倡普選權。他們不希望黑人男性在白人女性之前獲得投票權。全國美國婦女選舉權協會的成立是為了與支持黑人男性投票權的立場區分開來。 美國憲法第十五修正案規定，任何人不應因種族而被剝奪投票權。安東尼和斯坦頓反對該修正案的通過，除非它伴隨著第十六修正案，以保證女性的選舉權。否則，他們表示，這將創造一個“性別貴族”，賦予憲法權威以支持男性優於女性的觀念。這項新修正案的提案被命名為“安東尼修正案”。 斯坦頓曾說，讓黑人男性在女性之前投票“會在黑人男性和所有女性之間造成對立，最終導致對女性的可怕侵犯”。 安東尼表示，她會“砍掉自己的右臂，也不會為黑人而不是女性爭取或要求選票”。 瑪麗·丘奇·泰瑞爾在1904年呼籲，“我優勢種族的姐妹們，不僅要為被壓迫的性別站出來，也要為被壓迫的種族站出來！” 全國美國婦女選舉權協會維持了黑人女性和白人女性之間的不平等，並限制了她們的貢獻能力。
美國的第一波女性主義並未同等程度地記錄黑人女性的貢獻。包括蘇珊·B·安東尼在內的活動家和其他女性主義領袖倡導性別平等；然而，他們忽視了包括種族在內的其他多個議題的平等。這使得白人女性相對於白人男性獲得權力和平等，而白人和黑人女性之間的社會差距卻加大。這種排斥助長了白人至上主義的普及，特別是白人女性主義，同時積極忽視了黑人女性主義者對運動的重大影響。
蘇珊·B·安東尼和弗雷德里克·道格拉斯共同成立了美國平等權利協會，倡導性別平等。1848年，蘇珊·B·安東尼邀請弗雷德里克·道格拉斯在紐約塞內卡瀑布的一次會議上發言。弗雷德里克·道格拉斯是積極的支持者。 後來，道格拉斯未被允許參加在喬治亞州亞特蘭大的全國美國婦女選舉權協會大會。蘇珊·B·安東尼表示，“我不想讓他受到屈辱，也不想讓任何事情妨礙南方白人女性加入我們的選舉權協會，因為她們的興趣已經被激發。” 道格拉斯反對卡迪和安東尼對黑人投票權的極度不支持。 白人女性在支持白人選舉權運動的情況下，容忍了對黑人女性的種族歧視。

##### 制度性種族主義
黑人女性被排除在女性主義運動之外，不僅僅是因為個人種族主義；制度性種族主義也阻止了許多女性積極發聲和表達立場。在考慮黑人女性在美國經濟、社會和政治歷史中的勞動時，及其在第一波女性主義中的角色時，這段歷史顯示出黑人女性與白人女性之間完全不同的經歷。無論性別，黑人美國人都面臨著一段暴力的壓迫歷史，這段歷史剝削、虐待並將身體商品化為勞動力，這是美國經濟早期發展和成功的基本方面。黑人女性對於維持奴隸的大量勞動至關重要，因為她們可以生育未來也會被強迫勞動的孩子。這使得黑人女性與美國經濟成功的基礎有著獨特的聯繫。因此，黑人女性面臨基於階級、種族以及性別的壓迫，這意味著她們與女性主義旨在改變的法律、社會、政治、教育和經濟機構的互動，與白人女性對這些系統的互動不同。第一波女性主義的目標主要是解決法律問題，尤其是確保投票權，僅考慮到白人上層階級女性的需求。第一波女性主義完全模仿了維持剝削黑人女性的權力動態的種族階層，並完全將黑人女性排除在女性主義運動之外。 由蘇珊·B·安東尼和伊麗莎白·凱迪·斯坦頓成立的全國美國婦女選舉權協會並未邀請黑人女性參加特定會議，完全將她們排除在外。在黑人女性占人口主導比例的南方州舉行的女性主義和婦女選舉權大會是隔離的。
制度性種族主義在1913年的華盛頓遊行中排斥了黑人女性。黑人女性被要求分開遊行，並排在遊行隊伍的後面。 她們被迫缺席，這可以從缺乏黑人女性參加遊行的照片和媒體報導中看出。白人女性不希望黑人女性與她們的運動有關聯，因為她們認為白人女性會與一個整合的團體脫離關係，並創建一個更有力量的隔離團體。

##### Sojourner Truth 的「難道我不是女人？」
儘管在所有女性主義運動中積極參與並做出巨大貢獻，黑人女性卻很少被認可。瑪麗·麥克勞德·貝松表示，世界無法接受黑人女性所做出的所有貢獻。蘇珊·B·安東尼和伊麗莎白·凱迪·斯坦頓共同撰寫了1881年出版的《婦女參政史》。這本書未能充分認可同樣對美國歷史變革負有責任的黑人女性。 索傑納·特魯斯成為女性權利運動的有影響力的倡導者。1851年，她在俄亥俄州阿克倫的女性權利大會上發表了「難道我不是女人？」的演講。此時，黑人女性開始變得有力量和自信，公開談論不成比例的不平等。特魯斯談到她和其他女性在生育十三個孩子後，仍能像男人一樣工作。這次演講是白人和黑人女性共同為同一目標奮鬥的方式之一。索傑納·特魯斯的演講最初由她的好友馬里厄斯·羅賓遜記錄，他當時在女性權利大會現場。索傑納表達了她對女性公民權利的看法。1863年，在她發表演講十二年後，弗朗西斯·蓋奇發表了她對索傑納當天演講的回憶。蓋奇改變了索傑納的大部分話語，使她看起來像是有南方奴隸口音，而事實上羅賓遜的準確版本顯示她並沒有。蓋奇寫下了諸如「chillen, whar dar's so much racket dar must be som'ting out o'kilter」的短語，而索傑納實際上說的是「May I say a few words? I want to say a few words about this matter。」 雖然這次演講是女性運動的一大進步，但仍然顯而易見運動的重點是誰。特魯斯在1867年於紐約的美國平等權利協會發表演講。在演講中，她說：「如果有色人種男性獲得權利，而有色人種女性沒有，你會看到有色人種男性將成為女性的主人，這將和以前一樣糟糕。」 她的演講引起了對運動的關注，不僅是為了黑人女性，也為了白人女性。儘管私人生活仍然是隔離的，女性主義聯盟開始融合。兩個不同的原因促進了女性主義運動的融合。寶拉·吉丁斯寫道，反對種族主義和性別歧視的兩場鬥爭無法分開。格達·勒納寫道，黑人女性證明她們同樣有能力為平等而奮鬥和創造變革。

## 時間線
1809
- 美國，康乃狄克州：已婚女性被允許立遺囑。[106]

1810
- 瑞典：未婚女性透過皇家特許被宣告為法定成年人的非正式權利獲得國會正式確認。[107]

1811
- 奧地利：已婚女性獲賦予獨立經濟權以及選擇職業的權利。[108]
- 瑞典：已婚女商人被賦予在不需丈夫同意的情況下，自主決定自己事務的權利。[109]

1821
- 美國，緬因州：已婚女性在其配偶無法行使能力期間被允許以自己的名義擁有和管理財產。[110]

1827
- 巴西：第一所女子小學和教師職業被開設。[111]

1829
- 印度：薩蒂被禁止。[112][113][114] 不過，研究薩蒂的學者對薩蒂的禁令在多大程度上體現對女性權益的關注仍有爭議。[來源請求]
- 瑞典：助產士被允許使用外科手術器械，此舉在當時的歐洲是獨一無二的，並賦予她們外科醫師的地位。[115]

1832
- 巴西：狄奧妮西婭·岡薩爾維斯·平托以筆名尼西亞·弗洛雷斯塔·巴西萊拉·奧古斯塔發表她的第一本書，同時也是巴西第一本探討女性智力平等，以及女性有能力且有權利受教育並與男性平等參與社會的著作，名為《女性的權利與男性的不公》[116]。這本書是《女性不劣於男性》的翻譯作品，而該書常被認為出自瑪麗·沃特利·孟塔古之手。[117][118]

1833
- 美國，俄亥俄州：美國第一所男女同校的大學——歐柏林學院成立。[119]
- 瓜地馬拉：離婚合法化；1840年廢除，1894年再度實施。[120]

1835
- 美國，阿肯色州：已婚女性被允許以自己的名義擁有（但不得管理）財產。[121]

1838
- 美國，肯塔基州：肯塔基州賦予有學齡兒童的寡婦學校選舉權（可於學校會議投票）。[122]
- 美國，愛荷華州：愛荷華州成為美國第一個在離婚時允許母親獨自獲得子女監護權的州。[122]
- 皮特肯群島：皮特肯群島賦予女性投票權。[123]

1839
- 美國，密西西比州：密西西比州成為美國第一個賦予已婚女性有限財產權的州。[122]
- 英國：1839年嬰兒監護法案使得離婚後的母親有機會獲得七歲以下子女的監護權，但須經大法官同意，且母親必須品行良好。[124]
- 美國，密西西比州：1839年已婚婦女財產法案賦予已婚婦女以自己名義擁有（但無法控制）財產的權利。[125]

1840
- 美國，德克薩斯州：已婚女性被允許以自己名義擁有財產。[125]

1841
- 保加利亞：保加利亞第一所世俗女子學校成立，使女性有機會接受教育並成為教師。[126]

1842
- 瑞典：引入男女皆須就讀的義務國民學校。[127]

1844
- 美國，緬因州：緬因州在1844年成為美國第一個通過法律，允許已婚婦女以自己名義擁有分別財產（分別經濟）的州。[128]
- 美國，緬因州：緬因州通過「單一經營者法」，讓已婚婦女經營事業時無需丈夫同意。[122]
- 美國，麻薩諸塞州：已婚婦女獲得分別經濟權。[129]

1845
- 瑞典：兒子和女兒（如無遺囑）的法定繼承取得平等。[130]
- 美國，紐約州：已婚女性獲得專利權。[131]

1846
- 瑞典：所有未婚女性均可從事商業及工藝技職工作。[132]

1847
- 哥斯大黎加：第一所女子中學開辦，並開放女性擔任教師職業。[133]

1848
- 美國紐約州：《已婚婦女財產法》賦予已婚婦女獨立經濟權。[134]
- 美國，6月14－15日，第三方總統候選人蓋瑞特·史密斯將婦女參政權納入自由黨的政黨綱領。[135]
- 美國紐約州：一場名為塞內卡瀑布會議的婦女權利大會於7月舉辦，這是美國第一場婦女權利大會。[136]

1849
- 美國：伊麗莎白·布萊克威爾，出生於英國，成為美國歷史上第一位女性醫師。[137]

1850
- 英國：第一個有組織的英國女性主義運動是1850年代的朗漢姆廣場圈，成員包括芭芭拉·博迪肯（Barbara Bodichon，原姓萊史密斯）和貝西·雷納·帕克斯。[49] 他們也為改善女性在就業和教育方面的權利而發起運動。[138]
- 海地：第一所永久性的女子學校被開設。[139]
- 冰島：要求男女平等繼承權。[140]
- 美國，加州：已婚婦女財產法案賦予已婚婦女獨立的經濟權。[141]
- 美國，威斯康辛州：已婚婦女財產法賦予已婚婦女獨立的經濟權。[141]
- 美國，俄勒岡州：未婚女性被允許擁有土地。[108]
- 女性主義運動始於丹麥，隨著馬蒂爾德·菲比格出版女性主義書籍《克拉拉·拉斐爾，十二封信》（Clara Raphael, Tolv Breve）而展開。[142][143]

1851
- 瓜地馬拉：經濟獨立的女性曾被授予完整的公民權，但在1879年被撤銷。[144]
- 加拿大，新不倫瑞克：已婚女性獲得獨立經濟權。[145]

1852
- 美國，紐澤西：已婚女性被賦予獨立經濟權。[129]

1853
- 哥倫比亞：離婚合法化；此法在1856年被撤銷，並於1992年重新引入。[120]
- 瑞典：公立小學和初級中學的教師職業向兩性開放。[146]

1854
- 挪威：要求男女享有平等的繼承權。[108]
- 美國，麻薩諸塞州：麻薩諸塞州賦予已婚女性獨立經濟權。[141]
- 智利：第一所女子公立小學開辦。[147]

1855
- 美國，愛荷華州：愛荷華大學成為美國第一所男女同校的公立大學或州立大學。[148]
- 美國，密西根州：已婚女性被賦予獨立經濟權。[126]

1857
- 丹麥：未婚女性獲得法定成年權。[108]
- 丹麥：一項新法律確立了未婚女性在任何手工藝或行業中謀生的權利。[143]
- 英國：《1857年婚姻訴訟法》使夫妻能夠通過民事訴訟獲得離婚。[149][150]
- 荷蘭：小學教育對男女皆為強制性。[151]
- 西班牙：小學教育對男女皆為義務教育。[152]
- 美國，緬因州：已婚女性獲得了控制自己收入的權利。[129]

1858
- 俄羅斯：女子中學開設。[153]
- 瑞典：未婚女性若申請可獲得法定成年資格；自動法定成年資格於1863年授予。[130]

1859
- 加拿大西部：已婚女性獲得獨立經濟權。[145]
- 丹麥：公立學校的教師職位向女性開放。[154]
- 俄羅斯：女性曾被允許旁聽大學講座，但此政策在1863年被撤回。[153]
- 瑞典：大學教師和公共機構低階官員的職位向女性開放。[155]
- 美國，堪薩斯州：《已婚婦女財產法》賦予已婚婦女獨立的經濟權。[141]

1860
- 美國，紐約：紐約通過了修訂版的《已婚婦女財產法》，賦予女性對其子女的共同法律監護權，使她們能夠對子女的遺囑、工資有發言權，並賦予她們繼承財產的權利。[83]

1861
- 南澳大利亞：南澳大利亞授予擁有財產的女性在地方選舉中的投票權。[156]
- 美國，堪薩斯州：堪薩斯州賦予所有女性學校選舉權。許多美國州在20世紀開始前跟隨。[122]

1862
- 瑞典：瑞典賦予女性有限的地方選舉權。1919年賦予有限制的選舉權，1921年所有限制被取消。[157]

1863
- 芬蘭：1863年，納稅婦女在鄉村獲得市政選舉權，1872年，這項改革也推行至城市。[158]

1869
- 英國：英國賦予女性在地方選舉中投票的權利。[159]
- 美國，懷俄明：懷俄明領地賦予女性投票權，成為美國第一個這樣做的地區。[160]

1870
- 美國，猶他州：猶他領地曾賦予女性投票權，但在1887年被國會撤銷，作為全國性消除該地區一夫多妻制努力的一部分。1895年，當新州憲法中寫入投票和擔任公職的權利時，這一權利被恢復。[161]
- 英國：已婚婦女財產法案（英语：Married Women's Property Act 1870）於1870年通過，並在1874年和1882（英语：Married Women's Property Act 1882）進一步擴展，賦予女性對其收入和財產的控制權。[128]

1871
- 丹麥：1871年，世界上第一個女性權利組織由瑪蒂爾德·巴耶爾和她的丈夫弗雷德里克·巴耶爾創立，名為丹麥婦女協會（或稱 Dansk Kvindesamfund，至今仍然存在）。
- 荷蘭：第一位女性學術學生阿萊塔·雅各布斯入學荷蘭大學（格羅寧根大學）。

1872
- 芬蘭：在1872年，納稅女性在城市中獲得了市政選舉權。[158]

1881
- 曼島：選舉權擴展至擁有財產的未婚女性和寡婦，因此有700名女性獲得投票權，約占曼島選民的10%。[162]

1884
- 加拿大：在安大略省，寡婦和未婚女性是首批獲得市政選舉投票權的女性，其他省份則在1890年代陸續跟進。[163]

1886
- 美國：除了六個州以外，其他所有州都允許以虐待為理由離婚。[122]
- 韓國：梨花女子大學，韓國首個女子教育機構，由美國衛理公會傳教士瑪麗·F·斯克蘭頓於1886年創立。[164]

1891
- 澳大利亞：新南威爾斯婦女選舉權聯盟成立。[165]

1893
- 美國，科羅拉多州：科羅拉多州賦予女性投票權。[166]
- 紐西蘭：紐西蘭成為世界上第一個所有女性在國會選舉中擁有投票權的自治國家。[167]
- 庫克群島：庫克群島賦予女性在島嶼議會和聯邦議會的投票權。[168]

1894
- 南澳大利亞：南澳大利亞1894年憲法修正案（成年選舉權）法案賦予女性投票權。[168]
- 英國：英國將地方選舉的投票權擴展至已婚女性。[169]

1895
- 美國：幾乎所有美國州都通過了某種形式的獨資商法、財產法和收入法，賦予已婚女性在未經丈夫同意的情況下進行貿易、擁有和/或控制自己的財產以及控制自己收入的權利。[122]

1896
- 阿根廷：由維吉尼亞·波爾頓領導的一群無政府女性主義女性出版了《La Voz de la Mujer》，這是拉丁美洲最早的女性主義報紙之一。[170]
- 美國，愛達荷州：愛達荷州賦予女性投票權。[171]

1900
- 西澳大利亞：西澳大利亞賦予女性投票權。[172]
- 比利時：未婚女性獲得法定成年權。[173]
- 埃及：開羅成立了一所女子師範學校。[174]
- 法國：女性被允許從事法律工作。[175]
- 韓國：郵政職業向女性開放。[176]
- 突尼西亞：第一所女子公立小學開辦。[174]
- 日本：第一所女子大學開設。[177]
- 巴登，德國：大學向女性開放。[178]
- 瑞典：女性產業工人獲得了產假。

1901
- 保加利亞：大學向女性開放。[179]
- 古巴：大學對女性開放。[180]
- 丹麥：所有女性均享有產假。[181]
- 瑞典：第一部關於育嬰假的瑞典法律於1900年制定。這項法律僅影響作為工廠工人的女性，並僅要求雇主不允許女性在生產後的前四週工作。[182]
- 澳大利亞聯邦：第一屆國會的選舉並未採用統一的選舉權。投票權是基於各州現有的選舉法。因此，在南澳大利亞和西澳大利亞，女性擁有投票權；在南澳大利亞，原住民（男性和女性）有投票權，而在昆士蘭和西澳大利亞，原住民則被明確剝奪投票權。[183][184]

1902
- 中國：纏足於1902年被清朝的皇帝詔令禁止，清朝是中國的最後一個朝代，於1911年結束。[185]
- 薩爾瓦多：已婚女性獲得獨立經濟權。[186]
- 薩爾瓦多：已婚女性獲得法定成年權。[186]
- 新南威爾斯：新南威爾斯授予女性在州選舉中投票的權利。[187]
- 英國：來自英格蘭北部的女性紡織工人代表團向國會提交了一份擁有37,000個簽名的請願書，要求女性投票權。[188]

1903
- 巴伐利亞，德國：大學向女性開放。[178]
- 瑞典：公立醫療機構向女性開放。[189]
- 澳大利亞：塔斯馬尼亞授予女性投票權。[190]
- 英國：女性社會政治聯盟成立。[188]

1904
- 尼加拉瓜：已婚女性獲得獨立經濟權。[186]
- 尼加拉瓜：已婚女性獲得法定成年資格。[186]
- 德國符騰堡：大學向女性開放。[178]
- 英國：女權運動者多拉·蒙特菲奧里拒絕繳稅，因為女性無法投票。[191]

1905
- 澳洲：昆士蘭授予女性投票權。[192]
- 冰島：開放給女性的教育機構。[108]
- 俄羅斯：大學向女性開放。[108]
- 英國：10月10日，克里斯塔貝爾·潘克赫斯特和安妮·肯尼成為爭取女性選舉權運動中首批被逮捕的女性。[191]

1906
- 芬蘭賦予女性投票權。[193] 它是歐洲第一個這樣做的國家。[194]
- 宏都拉斯：已婚女性獲得獨立經濟權。[186]
- 宏都拉斯：已婚女性獲得法定成年資格。[186]
- 宏都拉斯：離婚合法化。[120]
- 韓國：允許女性從事護理職業。[195]
- 尼加拉瓜：離婚合法化。[120]
- 瑞典：自1862年起，市政選舉權授予未婚女性，後來也授予已婚女性。[196]
- 德國薩克森：大學向女性開放。[178]
- 英國：來自婦女社會政治聯合會和全國婦女選舉權協會的女性代表團會見了首相亨利·坎貝爾-班納曼爵士。[188]
- 英國：每日郵報首次使用「suffragette」一詞，意圖侮辱婦女社會政治聯合會的女性。[194]
- 英國：全國女工聯合會由瑪麗·瑞德·麥克阿瑟創立。[194]

1907
- 法國：已婚女性獲得了對其收入的控制權。[197]
- 法國：女性被允許擔任子女的監護人。[175]
- 挪威：女性獲得參選權，但直到1913年仍受到限制。[198]
- 芬蘭：世界歷史上第一批女性國會議員於1907年在芬蘭當選。[193]
- 烏拉圭：離婚合法化。[199]
- 英國 全國婦女選舉權聯盟組織了第一次全國示威活動，因當時惡劣的天氣而被稱為「泥濘遊行（英语：Mud_March_(suffragists)）」。[194]
- 英國：艾米琳·佩西克-勞倫斯和她的丈夫弗雷德里克創辦了女權報紙《Votes for Women》。
- 英國：當夏洛特·德斯帕德和其他人脫離女性社會政治聯盟時，成立了女性自由聯盟。[194]
- 英國：《1907年婦女資格法案》允許女性當選為市長以及鎮和市議會的成員。[194]

1908
- 比利時：女性被允許在法庭上擔任合法證人。[108]
- 丹麥：未婚女性成為其子女的法定監護人。[181]
- 保加利亞：成立了保加利亞進步婦女聯盟。[200]
- 秘魯：大學向女性開放。[201]
- 普魯士、阿爾薩斯-洛林和黑森，德國：大學向女性開放。[178]
- 丹麥：丹麥賦予25歲以上女性在地方選舉中的投票權。[202]
- 澳洲：維多利亞州賦予女性在州選舉中投票的權利。[203]
- 英國：1月17日，女權運動者將自己鎖在唐寧街10號的欄杆上。[194] 艾米琳·潘克赫斯特首次被監禁。[194] 女性社會政治聯盟也發起了她們的投石運動。[194]

1909
- 瑞典：女性獲得參加市政委員會的資格。[196]
- 瑞典：申請公職的表格中刪除了「瑞典男性」這個詞語，因此女性也被批准可以申請大多數的公共職業。[189]
- 德國梅克倫堡：大學開始對女性開放。[178]
- 英國：七月，瑪麗安·華萊士·鄧洛普成為首位在獄中絕食的女性參政權運動者。結果，強制餵食被引入。[194]

1910
- 阿根廷：埃爾維拉·羅森·德·德勒皮亞內在布宜諾斯艾利斯創立了女性主義中心（西班牙語：Centro Feminista），並由一群知名女性加入。[204]
- 丹麥：社會黨國際在哥本哈根會議上設立了一個具有國際性質的婦女節，以表彰婦女權利運動並協助實現女性普選權。[205]
- 美國，華盛頓：華盛頓賦予女性投票權。[206]
- 厄瓜多：離婚合法化。[120]
- 英國：11月18日是「黑色星期五」，當時婦女參政運動者與警方在國會外發生激烈衝突，因為第一個和解法案的失敗。艾倫·皮特菲爾德，其中一位女性參政權論者，後來因傷去世。[191]

1911
- 英國：Dame Ethel Smyth 創作了「The March of the Women」，這是女權運動的歌曲。[191]
- 葡萄牙：已婚女性獲得法律上的成年地位（1933年被撤銷）。[207]
- 葡萄牙：離婚合法化。[207]
- 美國，加州：加州賦予女性投票權。[208]
- 奧地利、丹麥、德國和瑞士：3月19日，奧地利、丹麥、德國和瑞士首次慶祝國際婦女節。超過一百萬名男女參加了國際婦女節集會，爭取女性的工作權、投票權、受訓權、擔任公職的權利以及免於歧視的權利。[209]
- 南非：Olive Schreiner 出版了《Women and Labor》。[191]

1912
- 美國，俄勒岡州，堪薩斯州，亞利桑那州：俄勒岡州、堪薩斯州和亞利桑那州賦予女性投票權。[210]
- 英國：西爾維亞·潘克赫斯特成立了她的東倫敦婦女參政聯盟。[191] The Votes for Women newspaper was replaced by The Suffragette as the official journal of the WSPU.[211]

1913
- 俄羅斯：1913年，俄羅斯女性在二月的最後一個星期日首次慶祝國際婦女節。經過討論，國際婦女節被改為3月8日，從此這一天成為全球慶祝國際婦女節的日期。[209]
- 美國，阿拉斯加：阿拉斯加賦予女性投票權。[210]
- 挪威：挪威賦予女性投票權。[212]
- 日本：公立大學對女性開放。[213]
- 英國：女權運動者艾蜜莉·戴維森在德比馬賽中被國王的馬匹撞死。[191]
- 英國：五萬名女性參加由全國婦女選舉權協會組織的朝聖活動，於7月26日抵達海德公園。[191]

1914
- 俄羅斯：已婚女性被允許擁有自己的內部護照。[153]
- 美國，蒙大拿州，內華達州：蒙大拿州和內華達州賦予女性投票權。[210]
- 英國：瑪麗·理查森闖入國家美術館，劃破了羅克比維納斯。[191]

1915
- 丹麥：丹麥賦予女性投票權。[202]
- 冰島：冰島賦予女性投票權，但附有條件和限制。[198]
- 1915年，美國醫學會開始接納女性成為會員。[77]
- 威爾斯：英國的第一個婦女協會在北威爾斯的蘭費爾普爾成立。[191]

1916
- 加拿大：亞伯達省、曼尼托巴省和薩斯喀徹溫省賦予女性投票權。[214]
- 美國：瑪格麗特·桑格於1916年開設了美國第一家節育診所。[215]
- 英國：引入了貓捉老鼠法來對付拒絕進食的女性參政運動者。[191]

1917
- 古巴：已婚女性獲得獨立經濟權。[186]
- 古巴：已婚女性獲得法定成年權。[186]
- 荷蘭：女性被賦予了參選權。[216]
- 墨西哥：已婚女性的法定成年。[186]
- 墨西哥：離婚合法化。[186]
- 美國，紐約：紐約授予女性投票權。[210]
- 白俄羅斯：白俄羅斯賦予女性投票權。[217]
- 俄羅斯：俄羅斯蘇維埃聯邦社會主義共和國賦予女性投票權。[218]

1918
- 古巴：離婚合法化。[120]
- 俄羅斯：新蘇維埃國家的第一部憲法（俄羅斯社會主義聯邦蘇維埃共和國）宣告「女性與男性享有平等權利」。[219]
- 泰國：大學對女性開放。[220]
- 英國：1918年，瑪麗·斯托普斯出版了《婚姻中的愛》，她主張婚姻平等和女性性慾的重要性。根據1935年對美國學者的調查，這本性教育手冊是過去50年中最具影響力的25本書之一，超過阿爾伯特·愛因斯坦的《相對論》、阿道夫·希特勒的《我的奮鬥》、西格蒙德·佛洛伊德的《夢的解析》和約翰·梅納德·凱恩斯的《和平的經濟後果》[221]。
- 美國，密西根州、南達科他州、奧克拉荷馬州：密西根州、南達科他州和奧克拉荷馬州賦予女性投票權[210]。
- 奧地利：奧地利賦予女性投票權[214]。
- 加拿大：加拿大在聯邦層級賦予女性投票權（最後一個實施女性投票權的省份是1940年的魁北克）[222]。
- 英國：《人民代表法案》通過，允許符合財產資格的30歲以上女性投票。雖然有850萬女性符合此標準，但僅佔英國女性總人口的40%。同一法案將投票權擴展至所有21歲以上的男性[223]。
- 英國：《1918年國會（女性資格）法案》通過，允許女性參選國會議員[191]。
- 捷克斯洛伐克：捷克斯洛伐克賦予女性投票權[214]。

1919
- 德國：德國賦予女性投票權。[214]
- 亞塞拜然：亞塞拜然賦予女性投票權。[224]
- 義大利：女性獲得更多財產權，包括對自己收入的控制權，以及進入某些法律職位的機會。[225]
- 英國：1919年性別歧視（消除）法案成為法律。在一個廣泛的開場聲明中，它明確指出，「[一個人]不應因性別或婚姻而被取消行使任何公共職能的資格，或被任命或擔任任何公職或司法職位，或進入或承擔或從事任何民事職業或職業」。該法案確實為個別女性提供了就業機會，許多人被任命為地方法官，但實際上遠未達到女性運動的期望。公務員的高級職位仍對女性關閉，如果證據可能過於「敏感」，她們可以被排除在陪審團之外。[226]
- 盧森堡：盧森堡賦予女性投票權。[227]
- 加拿大：女性被授予參加聯邦選舉的候選人資格。[228]
- 荷蘭：荷蘭賦予女性投票權。1917年授予參選權。[229]
- 紐西蘭：紐西蘭允許女性參加國會選舉。[230]
- 英國：南希·阿斯特成為第一位在英國下議院就職的女性。[191]

1920
- 中國：北京大學首次接受女性學生，隨後全中國的各大學也陸續開放。[231]
- 海地：藥劑師職業向女性開放。[139]
- 韓國：電話接線員等多個職業，如店員，向女性開放。[195]
- 瑞典：已婚女性獲得法律上的成年資格，並獲得平等的婚姻權利。[130]
- 美國：《美國憲法第十九修正案》簽署成為法律，賦予所有美國女性投票權。[122]
- 英國：牛津大學開放學位給女性。[194]

1921
- 英國：六點小組由朗達女爵創立，旨在推動女性在社會、政治、職業、道德、經濟和法律上的平等。[194]

1922
- 中國：自1922年起，中國開始慶祝國際婦女節。[232]
- 英國：通過了1922年財產法，賦予妻子與丈夫平等繼承財產的權利。[194]
- 英格蘭：通過了《殺嬰法》，如果女性被發現精神失常，則終止對殺害自己孩子的女性的死刑。[194]

1923
- 尼加拉瓜：Elba Ochomogo成為尼加拉瓜首位獲得大學學位的女性。[233]
- 英國：婚姻訴訟法賦予女性以通姦為由申請離婚的權利。[234]

1925
- 英國：《未成年人監護法》賦予父母對其子女的平等權利。[194]

1928
- 英國：1928年，所有英國女性獲得與男性平等的投票權。[235]

1934
- 土耳其：女性在1934年經過新民法改革後，獲得了平等的投票權和被選舉為候選人的權利。[來源請求]

## 批評
在凱拉·舒勒的《情感的生物政治：十九世紀的種族、性別與科學》中，「生物權力是女性主義的啟動條件……性別平等運動在一個權力場域中實現，至少自馬爾薩斯以來，生殖與經濟的相互依存形成了政治的主要領域。」 舒勒認為，「男性和女性的不同性別的進化概念，被理解為生理、解剖和心理功能的專門分歧，只有最文明的人才能達成，這本身就是一種種族階層……性別作為生物和政治主體性的概念，是與物種變化科學攜手展開的生物政治邏輯的產物。」 舒勒引用加拿大哲學家米歇爾·墨菲在《掌握生殖手段：女性主義、健康與科技科學的糾結》中的話：「將女性主義歷史化為一種生物政治，將『性別』及其附屬的『生殖』作為核心關注，要求我們理解女性主義在其多樣性和矛盾中，是在主流治理和科技科學的配置中被激活的，而不是逃脫。」 從這個角度看，19世紀和20世紀初的女性主義再現了它們本有潛力去抗爭的社會階層，這印證了米歇爾·傅柯在《性史第一卷：導論》中所說的「抵抗從未處於與權力的外部關係中。」
第一波女性主義沒有提供交叉性視角。性別並未被視為一種社會建構，也未認為各性別所扮演的角色是性別歧視的。 這一時期也專注於生物差異，認為只有通過生物或性別才能被視為女性。 它沒有考慮並為有色女性或低社會經濟地位的女性奮鬥。 它也加強了殖民化，並增加了對不同國家女性的情色化。 第一波理論家也忽略了有色女性的貢獻。像瑪麗亞·斯圖爾特和弗朗西斯·E·W·哈珀這樣的活動家在這一時期的廢奴或選舉權運動中幾乎沒有被提及或給予任何功勞。 第一波女性主義是以男性為中心的，意味著它是以男性看待女性的方式形成的。 另一個問題是，白人中產階級女性能夠決定什麼是女性問題，什麼不是。 第一波缺乏女性渴望但無法擁有的性自由，而男性卻可以擁有。 也有人說，許多白人基本的第一波女性主義者與有色女性結盟，但當她們發現可以為中產階級白人女性取得進展時卻保持沉默。